# 鶴岡八幡宮の戦い
鶴岡八幡宮の戦い（つるがおかはちまんぐうのたたかい）とは、大永6年11月12日（1526年12月15日）に相模国の北条氏綱と安房国の里見義豊との間で戦われた合戦。当初里見軍は玉縄城を目標としていたが、鎌倉に突入し、兵火が鶴岡八幡宮に燃え移って焼失したことからこの名がある。大永鎌倉合戦（たいえいかまくらかっせん）とも。

## 概要
この合戦の様子を詳しく伝えられているとされてきたのは里見氏の歴史を扱った『里見軍記』などの軍記物である。これらによれば、この戦いは里見実堯による侵攻とされてきたが、近年の里見氏に関する研究の成果によって、この戦いを主導した当時の里見氏の当主は義豊であり、叔父である実堯はその一部将に過ぎなかった事実が明らかにされている。それは、後の天文の内訌において、氏綱が鶴岡八幡宮に祈願した後に義豊と戦っていた実堯の子・義堯に援軍を派遣していること、その後義堯によって討たれた義豊の首が氏綱に送られた際に鶴岡八幡宮の供僧であった快元が「神罰」と書き記していることからも明らかである（もし、軍記物の記述が正しければ、実堯を討った義豊に「神罰」が下るのは矛盾していることになる）。

### 前史
古河公方足利政氏の子で鶴岡八幡宮若宮別当（雪下殿）の地位にあった空然（後の足利義明）が、真里谷武田氏の支援を受けて下総国小弓城に入ったのは永正14年（1517年）から大永初年と推定されている。義明は兄の足利高基が父を追って古河公方の地位に就くと、兄からの自立を図るようになり、小弓公方と称した。小弓公方の元には南総の諸勢力が結集する形となり、里見氏・真里谷武田氏・臼井氏などがこれに応じた。一方、古河公方の元にも北総の諸勢力が結集する形となり、結城氏・庁南武田氏・千葉氏などがこれに応じた。小弓公方と古河公方の対立の最大の焦点は関東公方の正当な継承者に関する問題であったが、同時に房総地域、とりわけ下総国の支配権を巡る対立でもあった。小弓公方にとっては下総一国を掌握するには本佐倉城・関宿城を押さえて下総最北部にある古河公方の根拠である古河城を手に入れる必要があり、反対に古河公方にとっても下総一国を掌握するには本佐倉城・関宿城を足がかりにして下総国最南部にある小弓公方の根拠である小弓城を手に入れる必要があった。永正16年（1519年）には真里谷武田氏の椎津城に古河公方側の結城六郎らが攻めよせている。この六郎は後に結城氏と山川氏の間で行われた小山氏の継承戦争に勝利して小山氏の家督を継いだ人物であり、この戦いは房総半島だけではなく関東地方全体に拡大する可能性を秘めていた。そのような時に伊豆・相模を平定し、三浦半島にその姿を見せたのが北条（伊勢）氏であった。同氏と房総半島との関わりは初代伊勢盛時（北条早雲）在世中の永正13年（1516年）に遡るが、この時には真里谷氏・足利義明側での参戦であったとみられている。つまり、当初は後年のように小弓公方や里見氏と北条氏は敵対関係ではなかったのである。そして、当時の北条氏に対しては小弓公方・古河公方双方が自陣営に加えようと政治工作を行った。また、北条氏としても当時の鎌倉における宗教的な象徴であった雪下殿であった義明との関係維持は自己の相模支配の上でも有効とみなしていた。これに北条氏と対立する扇谷上杉氏・山内上杉氏を交えて複雑な外交関係が展開されることになった。
この状況が大きく変わるのは大永4年（1524年）に北条氏が扇谷上杉氏領であった江戸城を占領して東京湾（内海/江戸湾）西部海域及び多摩川・荒川・利根川の河口地域を掌握した事であった。東京湾の過半及び内陸部への水路を北条氏が独占したことは、残る東部海域を支配していた真里谷武田氏や里見氏にとって脅威であり、その弱体化は彼らに支えられた小弓公方にとっては容認できなかった。そこへ、扇谷上杉氏（上杉朝興）と真里谷武田氏（真里谷恕鑑）の間で反北条氏同盟が持ち上がり、同年2月には早くも真里谷武田氏は北条氏との断交を宣言するに至った。里見氏も時期は不明であるが同様の行動に出たと考えられている。以後、房総方による武蔵・相模沿岸部の攻撃が活発化するようになる。
こうした状況の下で、大永6年5月には相前後して真里谷武田氏が浅草郊外の石浜城を攻め、正木通綱（里見氏重臣）率いる水軍も品川湊を攻撃して、江戸城に対する圧力をかけた。一方、北条氏もこの事態に対して小弓公方の標的である足利公方足利高基との連携を図った。更に扇谷上杉氏は高基の実子である関東管領上杉憲寛（山内上杉氏）に父親に対する叛旗を翻させることに成功したほか、甲斐国の武田信虎までも反北条同盟に引き込むことに成功して、反撃の準備を勧めていた。

### 合戦

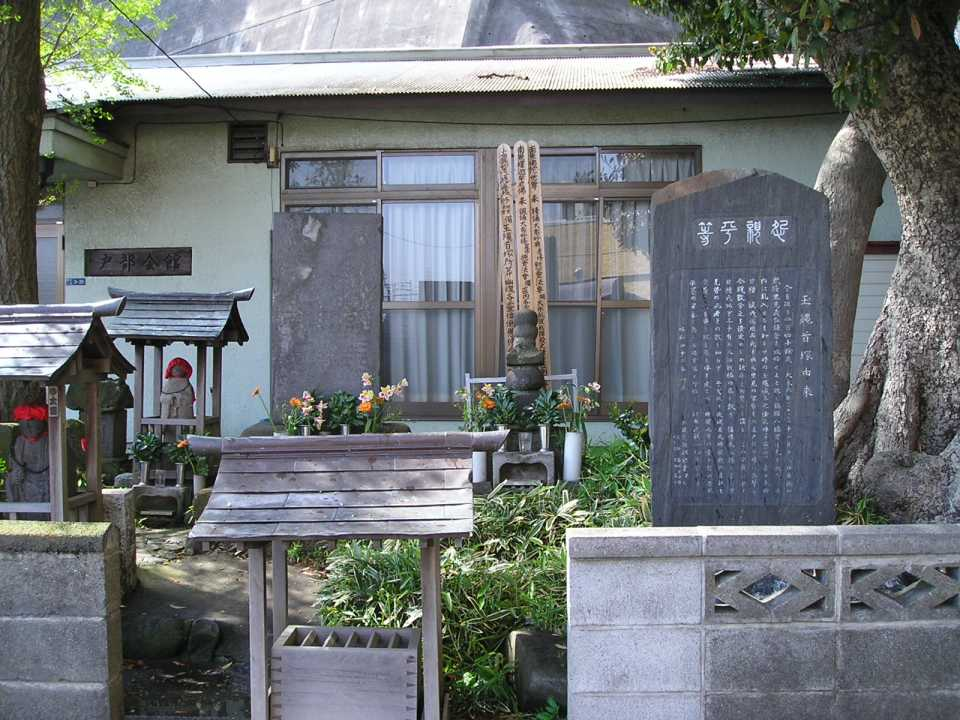
北条方の戦死者を弔った首塚（玉縄首塚）。中央の五輪塔が首塚とされる。画面右手の案内板には里見氏側の大将を「里見義弘」としているが誤り

だが、連年の北条氏攻撃の成果の効果が見られないことに対し、里見義豊は8月に叔父実堯と協議した上で重臣の中里実次（民部少輔）に対して水軍を安房岡本に集めるように指示している。また、上総の酒井定治にも協力を要請している。
同年11月、里見義豊・実堯は正木氏・安西氏・酒井氏・鎌田氏などの兵とともに船数百隻を連ねて、三浦半島から鎌倉に向かって進撃した。この日付については、『里見軍記』『北条記』は12月、『鶴岡八幡宮創建并造営記』には11月のこととされている。この11月には鎌倉のすぐ北にある玉縄城が上杉朝興の攻撃を受けており、両者の挟みうちによる玉縄城攻略を意図していたと考えられている。鎌倉の海岸部にて里見軍は船縁に焼人形を並べて北条軍に遠矢を打たせて、北条方の船が接近すると、大石や材木を投げ込んだと言われている（『里見軍記』）。その後、戦いは鎌倉市中に移り、里見軍は鶴岡八幡宮の社家に乱入したり、宝物を奪ったり、仏閣を破却したとされている（『北条記』）。ところが、合戦中に鶴岡八幡宮から出火して炎上し始めたことから、里見軍は鎌倉から離れて玉縄城に向かった。だが、玉縄城を守る北条氏時は城と鎌倉の間の戸部川にて北上する里見軍を迎え撃ち、これを撃退した。一方、扇谷上杉氏も玉縄城を攻略できずに撤退し、北条氏が玉縄・鎌倉から三浦半島一帯を防衛した。

### その後
この戦いにおいて、里見義豊は戦いそのものの打撃以上に、鶴岡八幡宮の炎上という失態による打撃を受けた。鶴岡八幡宮は源氏及び鎌倉の守護神であり、里見義成の末裔である里見氏歴代当主にとっても崇敬の対象であった。また、同氏が盟主に擁立していた小弓公方は鎌倉を拠点とする関東公方の継承者としての立場を打ち出しており、何よりも公方である足利義明自身が鶴岡八幡宮を統括する「雪下殿」であった。このため、合戦後北条氏綱が推進した鶴岡八幡宮の再建に対する協力を義明も義豊も拒絶することは出来なかった。また、敗戦によってこの戦いを主導した義豊の権威は傷つき、相対的に上総進出の責任者として勢力圏の拡大に努めてきた叔父の実堯の発言力が高まった。この状況は後の義豊による実堯暗殺、そして義豊自身滅亡を招く事になる天文の内訌の遠因となった。
この内乱に勝利した里見義堯は北条氏綱の後押しで立てられた当主であり、当初は氏綱が積極的に推進した鶴岡八幡宮の再建にも参加していた。だが、真里谷恕鑑没後の真里谷武田氏の家督争いに対する見解の対立から、天文6年（1537年）5月になって義堯は北条氏綱との断交と鶴岡八幡宮再建のために送る予定だった房総の材木の輸送を差し止める通告を行った。鶴岡八幡宮の再建は「雪下殿」であった小弓公方足利義明の希望でもあり、重臣逸見祥仙を派遣して義堯を説得したが遂に翻意することは無かった。一方、義明も北条氏綱と兄・高基の後を継いだ足利晴氏の連携を断つべく努力していたが成果を得ることは出来ず、下総最西部の葛西城が北条氏の支配下に入ったことで関係の悪化は決定的となった。やがて、この対立は第一次国府台合戦へと発展することになった。